# Gelis dimidiativentris
Gelis dimidiativentris är en stekelart som först beskrevs av Rudow 1917.  Gelis dimidiativentris ingår i släktet Gelis och familjen brokparasitsteklar. Inga underarter finns listade i Catalogue of Life.